# Montesquieu (Tarn y Garona)
 Montesquieu  es una comuna y población de Francia, en la región de Mediodía-Pirineos, departamento de Tarn y Garona, en el distrito de Castelsarrasin y cantón de Moissac-2.
Su población en el censo de 1999 era de 632 habitantes.
No está integrada en ninguna Communauté de communes u organismo similar.

## Demografía
| 713 | 711 | 651 | 670 | 662 | 632 |
| Para los censos de 1962 a 1999 la población legal corresponde a la población sin duplicidades (Fuente: INSEE [Consultar]) |     |     |     |     |     |